# 103. brigada HVO
103. brigada HVO bila je jedna od ratnih postrojbi Hrvatskog vijeća obrane. Ustrojena je početkom 1992. godine u Derventi i postojala je sve do 15. kolovoza 1994. godine kada je preustrojena u 103. bojnu 201. domobranske pukovnije. Iako je brigada ustrojena još u veljači 1992. godine, obljetnica 103. brigade obilježava se 25. ožujka, na dan kada su derventski branitelji prvi put organizirano pružili otpor neprijatelju blokirajući važnije prometnice.

## Ratni put
| DATUM        | OPIS DOGAĐAJA |
| ------------ | --- |
| veljača 1992 | Tijekom veljače 1992. godine u vojarnu JNA došla je veća skupina Martićevaca, iz tzv. SAO Krajine. Bili su smješteni u srednjoškolski centar, u neposrednoj blizini. U suradnji s domaćim četnicima počeli su pljačkati ljude i otimati im vozila, posebice na putu Derventa - Bosanski Brod, u selu Bosanski Lužani. |
| 26.02.1992   | Srpski ekstremisti su iz sela Mala i Velika Sočanica otvorili minobacačku paljbu na selo Mišince. |
| 03.03.1992   | Napad srpskih snaga na općinu Bosanski Brod. |
| 15.03.1992   | Četničko-martićevska skupina uhitila je Hrvate Vladu Barišića iz sela Modran i Ivicu Katavića iz sela Komarice. Katavić je ubijen, a vozilo oteto. |
| 23.03.1992   | Srpska vojska je uhitila sedamnaest civila iz Omeragića i odvela ih u OŠ "Agići", a potom su isti prebačeni u logor Stari mlin na r. Vijaci koji se nalazio na ulazu u Prnjavor gdje su isti svakodneno mučeni. Navodno, ova uhićenja su provedena po nalogu Novaka Novića i Milana Vukovića. |
| 25.03.1992   | “Kojoti”, pripadnici specijalne vojne policije JNA, koji su u Derventu došli iz Niša i koje je predvodio Branko Ratić, uhitili su rukovodstvo Hrvatske demokratske zajednice općine Derventa na čelu s predsjednikom Ikom Stanićem. Priveli su ih u vojarnu, ali su isti, nakon odredenih politickih intervencija, oslobodeni. Derventski branitelji blokirali su komunikaciju prema Kostrešu, tj. zaustavili kolonu sastavljenu od tri transportera, dva kombija i jednog osobnog vozila, koja se kretala s nakanom zauzimanja brda na Kostrešu i odvlačenja pozornosti od aktivnosti u Bosanskom Brodu.                                                                                  |
| 28.03.1992   | Iz Tuzle je oko 05,00 sati krenula kolona tenkova prema Bosanskoj Posavini, u koloni je bilo 30 tenkova i 50 oklopnih vozila, te mnoštvo kamiona i picgauera. U 13,30 sati ista kolona već je bila na putu kod Doboja, a u isto vrijeme Srbi se iseljavaju iz Liješća i okolnih mjesta. Oko 15,00 sati kolona tenkova je barikadama zaustavljena ispred Dervente, pa su isti skrenuli prema Modriči. Oko 15,30 sati kolona se razmješta u Podnovlju, a odatle 36 tenkova odlazi prema Donjim Vrelima, te pet tenkova prema Bosanskom Šamcu, tj. dva u Crkvinu, a tri Škarić gdje se isti ukopavaju. Sve to su pratili vojni zrakoplovi koji su u niskom letu nadlijetali Bosansko Posavlje |
| 30.03.1992   | U Beglucima uočena izvidnička skupina JNA u pokretu prema Babinom Brdu. Nakon zarobljavanja i pregovora svi izvidnici u pušteni. |
| 31.03.1992   | Ponovno uočeno kretanje brojne skupine vojnih vozila prema Beglucima. Nakon dobivene zapovijedi, branitelji opkoljenu kolonu vozila pustili da se vrati u derventsku vojarnu. |
| 04.04.1992   | Srbi su jakim topničkim udarima napadali na sam grad, ali i na druga hrvatska naselja. Krizni stožer SO Derventa (je) proglasio opću mobilizaciju. |
| 05.04.1992   | Uspostavljena crta obrane u dužini od oko sto i pedeset kilometara: Bosanski Dubočac - Bijelo Brdo - Babino Brdo - Begluci - desna obala rijeke Ukrine - Kukavice - Bišnja - Lupljanica - Cer - Johovac - Komarice - Plehan - Kulina - Žeravac. |
| 10.04.1992   | Iz s. Kostrenci, srpske snage otvarale paljubu PAT i MB 82 mm na s. Pjevalovac. Srpske snage osvojile Modriču |
| 19.04.1992   | Katolički Uskrs. |
| 20.04.1992   | Srpske snage izvršile pješački napad na grad. Veliki broj civila iz ulice Mladena Stojanovića i ulice Ilije Grbica (sest civila) odvedeno u je vojarnu u Derventi. Na licu mjesta u ulici M.S. streljane su dvije osobe. |
| 26.04.1992   | Pravoslavni Uskrs. |
| 01.05.1992   | Opći napadaj neprijateljskih postrojbi počeo je nasrtajem na najistaknutije točke obrane prema s. Kuljenovci, a tijekom dana proširio se na cijelo područje. |
| 02.05.1992   | Neprijatelj je probio prvu crtu obrane kod s. Vakuf, pa su se branitelji povukli u rajon s. Bijelo Brdo. Upućene su protuoklopne skupine iz Bosanskobrodske brigade u pomoć. |
| 03.05.1992   | Srpska vojska preuzela nadzor na Dobojem. |
| 10.05.1992   | Na derventsko-brodskom ratištu do 18,00 (sati) tijekom cijelog dana traju žestoke borbe. Naše snage su polučile znatan uspjeh. Oslobođena su sljedeća mjesta: Žeravac, Lužani, Žeravački Potok, Zborište, dio Unke i dio G. Koliba. Na taj način je oslobođena važna prometnica Bosanski Brod - Derventa. |

## Postrojbe 103. brigade
- Oznaka 3. bojne 103. derventske brigade
- Oznaka interventnog voda 103. brigade.

## Vanjske poveznice
- Dostojanstvo u srmti - Bosanska posavina - Domovinski rat - Kutina
- Franjevački tjednik "Svjetlo riječi"  Arhivirana inačica izvorne stranice od 24. rujna 2015. (Wayback Machine)
- Hrvatski informativni centar "Ratni zločin srpskih snaga nad hrvatima i bošnjacima u Bosanskoj Posavini"